# Bigo Live
Bigo Live는 2014년 싱가포르 BIGO Technology가 개발 및 서비스하고 잇는 라이브 방송 플랫폼이다. BIGO Technology는 라이브 방송의 모든 시청자의 참여와 경험을 통한 상호 작용을 향상시키기 위해 독점적인 인공 지능 및 머신 런닝 개발을 하고 있다.
시청자는 플랫폼 내 선물을 통해 응원하는 스트리머를 지원할 수 있고 인기 스트리머는 라이브 스트리밍 계약을 진행할 수 있다. [3] 또한 BIGO는 쇼트 동영상 제작 및 공유 플랫폼 Likee를 동시에 소유하고 있다.</ref> BIGO ist auch Eigentümer von Likee, der Plattform für die Erstellung und den Austausch von Kurzvideos.

## 역사
2016년 3월, Bigo Live  iOS 및 Android 운영 체제 출시.
2016년부터 2017년까지 BIGO LIVE 태국, 베트남, 인도네시아, 싱가포르, 말레이시아 및 필리핀에서 Google Play 및 Apple Store 다운로드 차트 다수 1위 달성.
2018년 12월 Bigo Live 2,670만 월간 활성 사용자 달성.
2020년 3월 총 인앱 구매 수익을 기준으로 스트리밍 앱에서 미국 6위, 전 세계 5위 기록.
Im März 2020 rangierte das Unternehmen in den Vereinigten Staaten auf Platz 6 und weltweit auf Platz 5 der Streaming-Apps, basierend auf dem Gesamtumsatz mit In-App-Käufen.
2020년 5월 Bigo Live는 온라인에서 어린이를 안전하게 보호하기 위해 온라인 안전 솔루션인 Bark와 파트너십 시작.
2021년 초 Bigo Live 150개 이상의 국가 4억 명의 사용자 달성.
2021년 2분기 2,950만 명의 월평균 활성 사용자 도달.
2021년 Bigo Live는 App Annie의 2021년 소비자 지출 기준 Top Breakout Social Apps에 따라 2위 달성.

## 특징
- 라이브 스트리밍[13]

본인의 일상 및 끼를 라이브 스트리밍을 통해 보여주고, 시청자로부터 앱 내 가상 선물을 받을 수 있다. 유저는 트렌디한 라이브 스트리밍을 시청할 수 있으며, 탐색 페이지에서 특정 국가의 스트리머를 필터링할 수 있다. 특정 기준을 충족하는 유저는 자신의 패밀리를 개설할 수 있다.
또한 유저는 PUBG, League of Legends, RoV, Free Fire, Fortnite, Call of Duty, Dota 2, Hearthstone, Rules of Survival 등과 같은 인기 게임의 라이브 스트리밍을 방송하고 시청할 수 있다.
2020년 Box Fighting Championship의 후원사 계약을 하였다.
- "라이브 영상 채팅 및 영상 통화"

유저는 멀티 게스트 룸을 통해 친구를 초대하여 1:1 온라인 영상 채팅을 하거나 그룹 영상 채팅 또는 최대 9명과 영상 통화를 할 수 있다.
매칭 기능을 통해 사용자는 주변 사람들과 랜덤 채팅을 시작하거나 새로운 친구를 만날 수 있다.
또한 스트리머는 라이브 방송에서 필터와 스티커를 사용할 수 있다.
- "라이브 PK"

스트리머는 다른 사람들과 PK 도전을 할 수 있으며 더 많은 매력 포인트를 얻는 스트리머가 승리를 획득할 수 있다.
- "바"

유저들은 본인의 사진 혹은 비디오 영상을 포스팅을 할 수 있으며, 라이브 방송의 클릭 및 스크린 샷을 "바" 게시글을 통해 공유할 수 있으며, 주제에 따라 해시태그를 추가할 수 있다.
- "가상 라이브"

2021년 BIGO Live는 Virtual Live 3D 아바타를 출시했다. 유저는 앱에서 생성된 디지털 아바타를 통해 자신을 표현할 수 있다.[19]
"가상 라이브" 기능은 VR과 AR 기술을 혼합하여 개발되어 사실적인 얼굴 표정을 캡처하고 실시간으로 라이브 스트리밍할 때 사용자의 움직임을 따라하게 된다. Die Funktion "Virtual Live" wurde mit einer Mischung aus VR- und AR-Technologie entwickelt, um realistische Gesichtsausdrücke zu erkennen und die Bewegungen der Nutzer beim Livestreaming in Echzeit darzustellen.